# Afrikanischer Sternenorden (Belgien)
Der Afrikanische Sternenorden wurde 1888 von König Leopold II. von Belgien als allgemeiner Verdienstorden für den Kongo-Staat gestiftet. 1908 ging er in die Reihe der belgischen Orden über und wird seit 1960 nicht mehr verliehen.

## Ordensklassen
Der Orden besteht aus fünf Klassen sowie einer Verdienstmedaille in drei Stufen
- Großkreuz
- Großoffizier
- Kommandeur
- Offizier
- Ritter
- Verdienstmedaille
  -  Gold
  -  Silber
  -  Bronze

## Ordensdekoration
Das Ordenszeichen ist ein fünfstrahliger blaugeränderter weißemaillierter Stern aus Gold, der auf einem grünemaillierten Palmenblattkranz liegt und von einer Krone getragen wird. Im Medaillon ein Stern und umlaufend die Inschrift TRAVAIL ET PROGRES (Arbeit und Fortschritt). Rückseitig die zwei verschlungenen Buchstaben  L S (Leopold Souverain).

## Trageweise

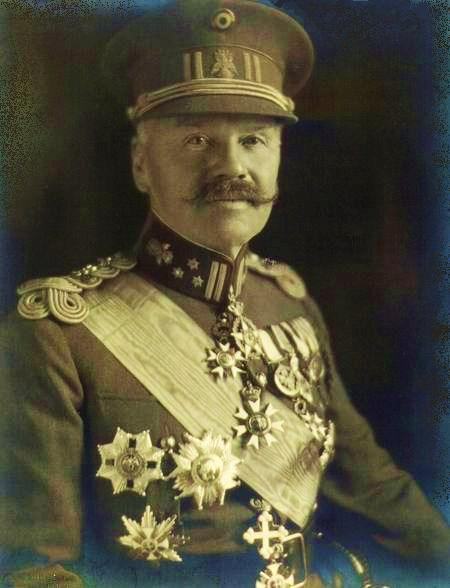
Beispiel zur Kommandeurstragweise am Hals (General Jacques de Dixmude)

Das Großkreuz wird mit einer Schärpe von der linken Schulter zur rechten Hüfte sowie einem zehnstrahligen Bruststern mit abwechselnd brillanten Strahlen in Silber und glatten Strahlen in Gold getragen. Bei Großoffizieren ist der Bruststern lediglich fünfstrahlig. Kommandeure tragen die Auszeichnung um den Hals, Offiziere und Ritter am Band auf der linken Brust. Bei Offizieren ist auf dem Band zusätzlich eine Rosette angebracht. Das Ordenszeichen der Ritter ist aus Silber.
Zu besonderen Anlässen kann das Großkreuz auch an einer goldenen Collane getragen werden. Diese besteht abwechselnd aus drei Gliedern und zeigt eine Königskrone, ein L mit einem verschlungenen S sowie ein Medaillon mit einem goldenen Stern auf schwarzem Grund.
Das Ordensband ist blau mit gelbem Mittelstreifen.